# Shimpū Tokkōtai

Kamikaze-Angriff auf ein US-Kriegsschiff im Mai 1945

Die Shimpū Tokkōtai (japanisch 神風特攻隊, Göttlicher Wind, Kamikaze-Spezialangriffstruppe) war eine japanische Sondereinheit der Kaiserlichen Marineluftwaffe, die während des Pazifikkrieges zum Einsatz kam. Umgangssprachlich sind ihre Angehörigen als Kamikaze-Piloten bekannt. Diese Kampfgruppe, deren Piloten in den meisten Fällen Freiwillige waren, wurde durch die Selbstmordangriffe gegen Schiffe der United States Navy, Royal Navy und Royal Australian Navy während der letzten Kriegsjahre 1944 und 1945 bekannt.

## Ursprung des Namens

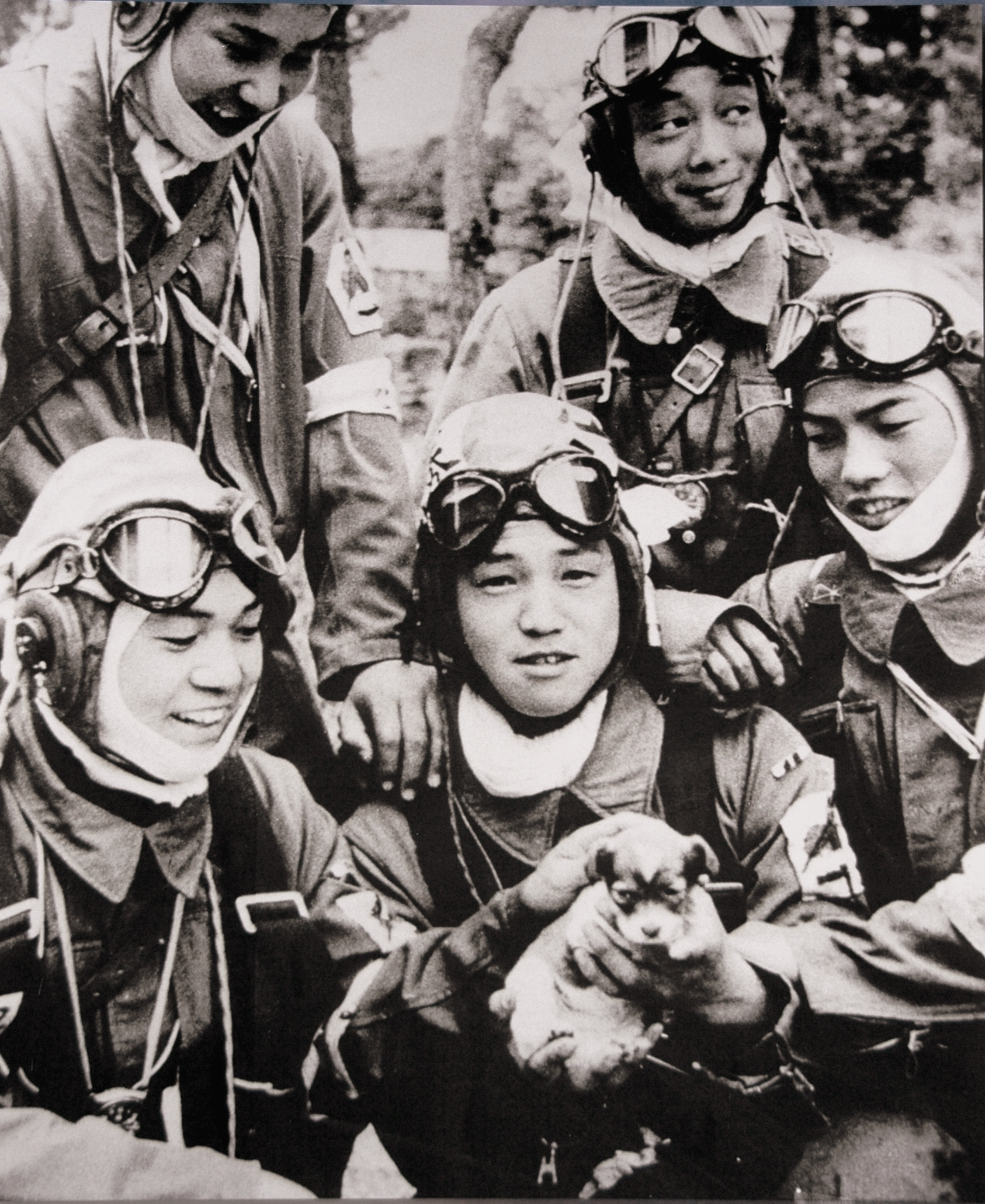
17- bis 19-jährige Kamikaze-Piloten vor dem Einsatz, Mai 1945

Der Begriff Tokkōtai ist eine Abkürzung für die japanische Bezeichnung „Tokubetsu Kōgekitai“ (特別攻撃隊), deutsch „Spezial-Angriffstruppe“. Die Tatsache, dass der im Westen bekannte Begriff Kamikaze in der japanischen Bezeichnung dieser Spezialangriffstruppe nicht auftaucht, liegt an einer Besonderheit der japanischen Sprache, die es erlaubt, Kanji-Schriftzeichen je nach sprachlicher Zusammensetzung verschieden auszusprechen. Während Shimpū die Aussprache des Kanji-Zeichenpaars 神風 nach der On-Lesung darstellt, ist Kamikaze die Aussprache desselben Zeichenpaars in der Kun-Lesung, die selbst bei der Kanji-Zusammensetzung dieser Art einen Ausnahmefall in der japanischen Sprache darstellt. Der Begriff Kamikaze selbst steht im Deutschen für einen von Kombattanten durchgeführten Selbstmordangriff auf militärische Ziele, im übertragenen Sinn aber auch für selbstschädigende Handlungen. Nicht verwendet wird der Begriff jedoch für terroristische Selbstmordanschläge.
In der japanischen Sprache ist die Bezeichnung Kamikaze sowohl als „göttlicher Wind“ als auch als „Hauch Gottes“ bekannt. Namentlich bezeichnet nun der Begriff „göttlicher Wind“ („Kamikaze“) zwei historische Ereignisse, die in Form von zwei Taifunen die beiden Versuche der Mongolen, Japan mit Kublai Khans Flotte zu erobern, im 13. Jahrhundert scheitern ließen – siehe Kamikaze (Mongoleneinfall).

## Hintergrund

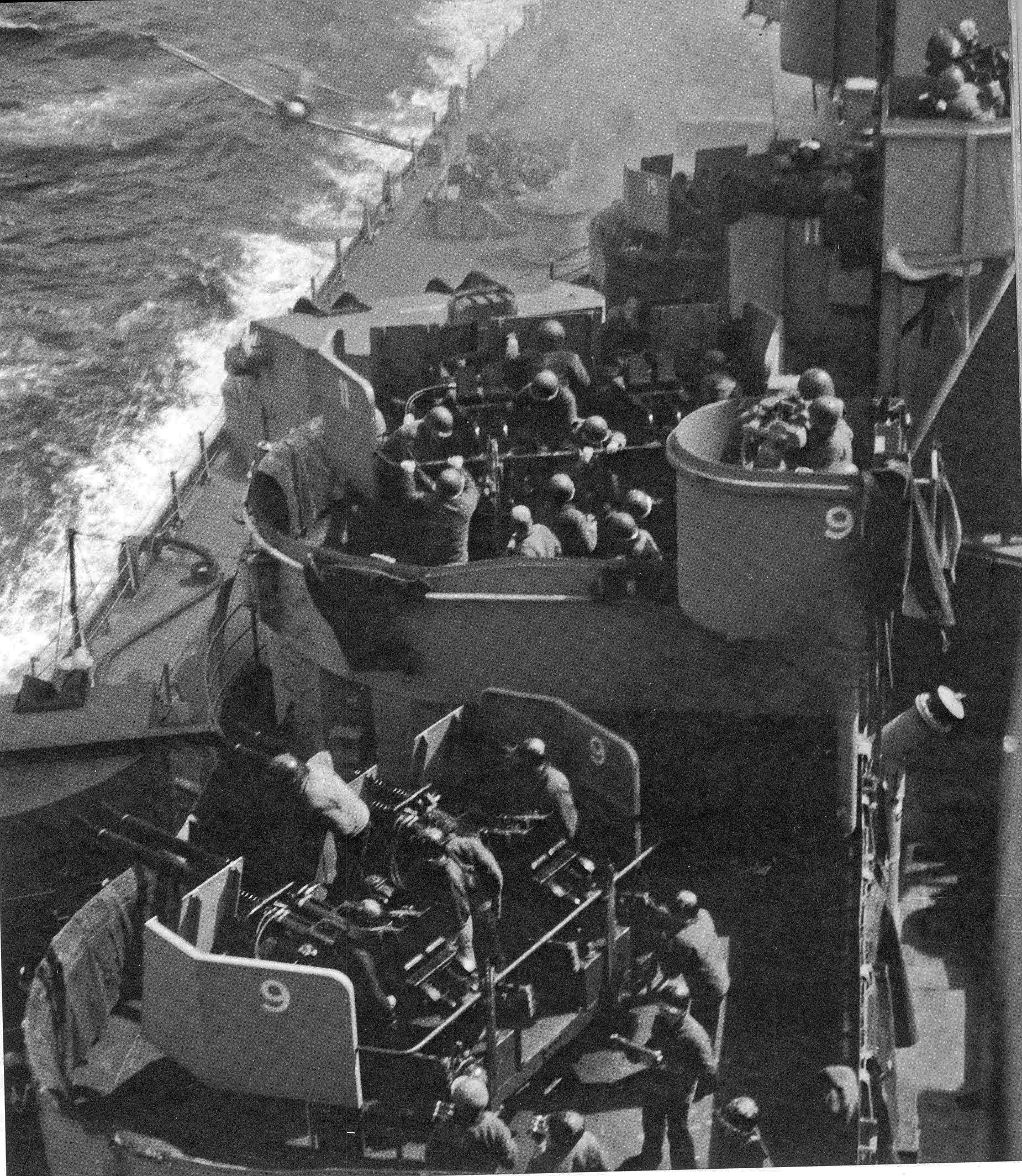
Kamikaze-Angriff auf die Missouri

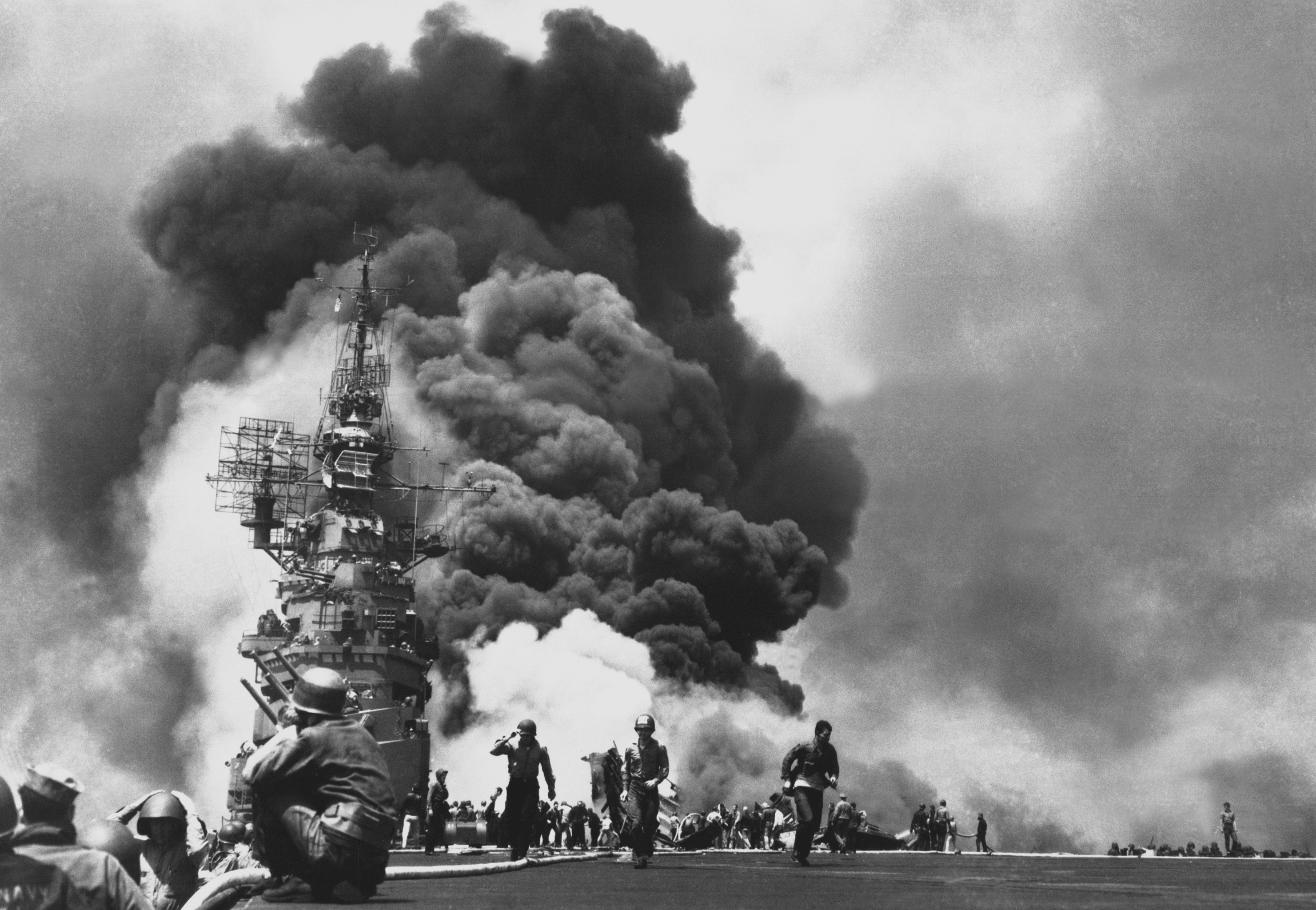
Am 11. Mai 1945 trafen zwei Kamikaze-Flugzeuge im Abstand von 30 Sekunden die vor Kyūshū kreuzende Bunker Hill. Bilanz: 372 Tote und 264 Verwundete.

Nachdem der Pazifikkrieg 1941 mit dem japanischen Angriff auf Pearl Harbor und dem darauffolgenden Kriegseintritt der USA eskaliert war, kam es zu mehreren großen Seeschlachten, in denen US-amerikanische und australische Streitkräfte auf Seeverbände und vornehmlich seegestützte Luftstreitkräfte der Kaiserlich Japanischen Marine trafen, wie etwa während der Schlachten im Korallenmeer und bei den Santa-Cruz-Inseln im Frühjahr 1942, wobei heute allgemein die Schlacht im Korallenmeer als unentschieden und die Schlacht bei den Santa-Cruz-Inseln nur als taktischer Sieg für die Japaner gewertet werden. Im Juni desselben Jahres wurde die japanische Marine jedoch bei der Niederlage in der Schlacht um Midway durch den Verlust von vier Flugzeugträgern sehr geschwächt. Weiter wurden in den folgenden zwei Jahren die japanischen Heerestruppen durch die United States Army bei Guadalcanal, Saipan, Tinian, Guam sowie Peleliu geschlagen und die japanische Marineluftwaffe in der Schlacht in der Philippinensee fast vollkommen vernichtet. Die Kaiserliche Marine verlor in den zahlreichen Seeschlachten weitere drei Flugzeugträger, tausende Flugzeuge und die meisten ausgebildeten Piloten. Ab August 1944 wurde die japanische Marineluftwaffe wieder aufgebaut, doch die amerikanischen Luftangriffe gegen japanische Flugplätze wie der Luftschlag gegen Truk verursachten bei den japanischen Luftstreitkräften enorme Verluste. Ende 1944 schließlich hatte die Kaiserliche Marine fast alle ihre Trägerschiffe verloren, und die meisten der Flugzeuge wurden nun der Heeresluftwaffe übergeben oder auf Landflugplätzen in Kyūshū stationiert.
Die militärische Lage im Pazifik wurde für die japanischen Streitkräfte immer aussichtsloser. 1941 besagte ein japanischer Bericht, dass der japanische Pilot Leutnant Fusata Iida sich während des Angriffes auf Pearl Harbor bereit erklärt habe, im Falle eines feindlichen Treffers mit seiner Maschine direkt gegen ein amerikanisches Schiff zu fliegen und es im Sturzflug zu rammen. Der Grund dieser Entscheidung bestand vor allem in dem Bushidō-Kodex der japanischen Kultur, der auch vom japanischen Militär benutzt wurde: Die jungen Piloten sahen es als Schande und Verletzung ihrer Ehre an, vom Feinde gefangen zu werden, und zogen den Tod einer Gefangenschaft vor. Leutnant Iidas Flugzeug, eine Mitsubishi A6M, wurde im Laufe des Angriffs von der amerikanischen Flugabwehr getroffen und er versuchte noch einen Selbstmordangriff gegen den feindlichen Tanker Neosho zu fliegen, drehte aber schließlich ab und stürzte sich gegen eine Reihe geparkter feindlicher Curtiss P-40 auf dem Marineflugplatz Kaneohe. Er kam bei diesem Angriff ums Leben.
1944 beschlossen die Kaiserlichen Marineluftstreitkräfte schließlich, Sonderkampfverbände im Kampf gegen amerikanische Schiffe einzusetzen. Die Piloten sollten hierbei mit ihren Flugzeugen in Schiffe der U.S. Navy und Royal Navy sowie anderer Seestreitkräfte der Alliierten fliegen und diese so versenken oder außer Gefecht setzen, nach dem Prinzip „Ein Flugzeug – ein Schiff“. Der Tod der Piloten war zugleich integraler Bestandteil der Taktik sowie des Selbstverständnisses der Einheit.
Die japanischen Kamikaze-Piloten sollen in den letzten beiden Kriegsjahren 1944 und 1945 zwischen 2.500 und 2.800 Attacken geflogen haben. Geschätzt wird, dass nur 14 Prozent von ihnen diese überlebten. Die Strategie war von einem Vizeadmiral der Marine ersonnen worden: Angesichts der drohenden Niederlage der Japaner propagierte er als letztes Mittel die Selbstmordattentate. Die Begründung der Armee lautete, dass die japanische Seele über die unvergleichliche Stärke verfüge, zur Verteidigung des Vaterlandes zu sterben. Diese Einheiten wurden in Japan als Shimpū Tokkōtai bezeichnet. In den USA wurden die Schriftzeichen irrtümlich als „Kamikaze“ gelesen, wodurch sich dieser Begriff – allerdings nur außerhalb Japans – für koordinierte Selbstopferangriffe etablierte.

## Geschichte

### Einsätze
Der erste „Tokko“-Einsatz, geflogen von Freiwilligen des Marineflieger-Geschwaders 201, fand am 25. Oktober 1944 auf den Geleitträgerverband 77.4.3 („Taffy 3“) vor Leyte statt. Aus ihm resultierte die Versenkung der CVE-63 St. Lo sowie die Beschädigung von vier weiteren Geleitträgern. In Japan wird zwar gerne ein Einsatz von Admiral Arima am 20. Oktober 1944 zitiert (übernommen von Bernard Millot), aber weder auf der CV-9 Essex noch einem anderen amerikanischen Schiff ist für diesen Zeitpunkt ein Angriff oder gar ein Treffer bekannt.
1945 beteiligte sich Vizeadmiral Ugaki Matome – nach dem Befehl an seine Einheiten, zu kapitulieren – selbst an einem Kamikaze-Einsatz. Teil dieser Mission waren elf Sturzkampfbomber des Typs Yokosuka D4Y Suisei.

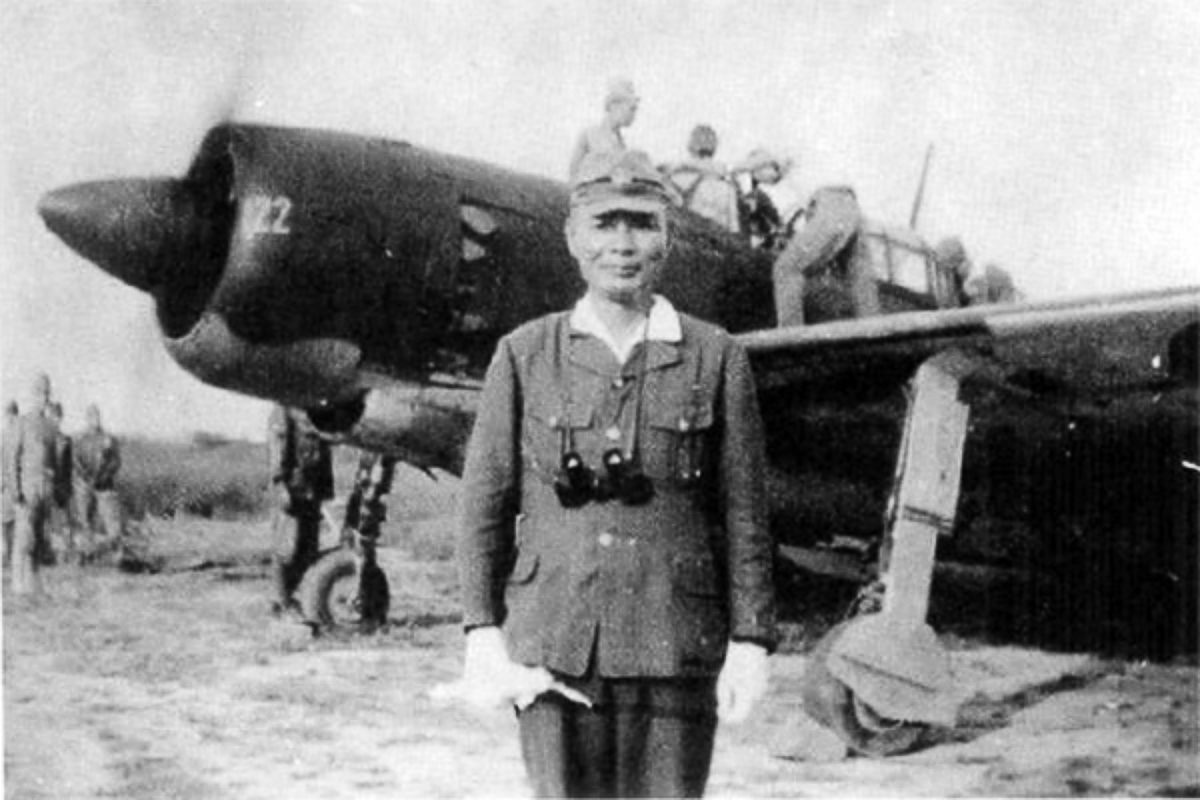
Vizeadmiral Matome mit seiner D4Y Judy unmittelbar vor seinem Kamikaze-Einsatz

### Opfer und Schäden

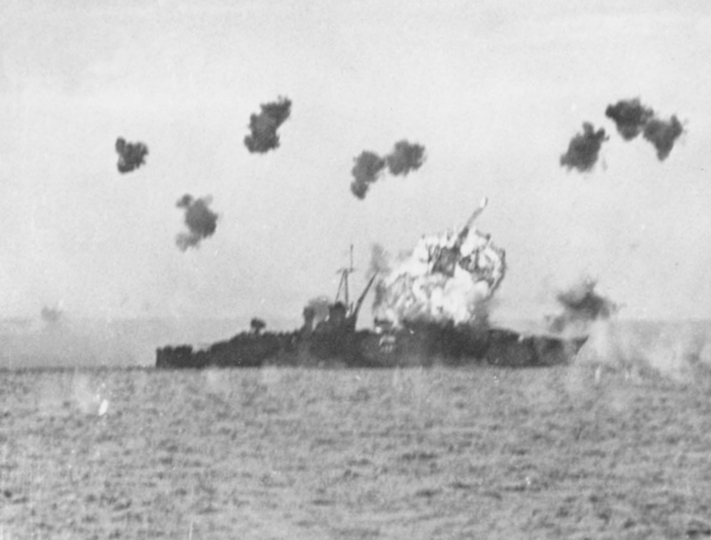
Die Louisville, getroffen von einem Kamikaze im Golf von Lingayen, Januar 1945

Im Zusammenhang mit diesen Selbstopferangriffen auf die amerikanische Flotte starben mehr als 3000 japanische Piloten (die genaue Zahl ist nie ermittelt worden). Seit ihrer Aufstellung 1944 bis zur Kapitulation Japans 1945 sollen um die 2.800 Kamikaze-Piloten 34 Schiffe der US-Marine versenkt und weitere 368 beschädigt haben. Den Angriffen fielen etwa 4.900 Matrosen der US-Marine zum Opfer. Versenkte Schiffe waren u. a. die St. Lo (am 25. Oktober 1944, 163 Tote), später die Ommaney Bay (4. Januar 1945, 95 Tote) und Bismarck Sea (21. Februar 1945, 318 Tote). Von den großen Flottenträgern wurde zwar jeder mindestens einmal getroffen, aber lediglich die Bunker Hill und die Enterprise so schwer, dass sie für den Rest des Krieges ausfielen. Die meisten getroffenen Schiffe waren Zerstörer der Frühwarnkette und Unterstützungsschiffe.

### Belastungen
Abgesehen von der reinen Zahl an Beschädigungen oder Versenkungen darf die nervliche Belastung der  US-amerikanischen Schiffsbesatzungen als ein Folgeaspekt dieser Einsatzart nicht außer Acht gelassen werden. Die Zahl der Kriegsneurosen auf amerikanischer Seite erreichte schließlich ein Maß, das der Marineleitung Anlass zu ernster Besorgnis gab. Insgesamt gesehen war deshalb „Kamikaze“ keineswegs ein völlig nutzloses Unterfangen.
Lange Zeit war weitgehend unbekannt, dass hunderte Flieger dieser Spezialtrupps den Krieg überlebten, da sie entweder kurz vor dem Ziel umkehrten, was seltener geschah, oder nicht mehr zum Einsatz kamen. Da die Kapitulation Japans die Selbstopferangriffe auf Flotten beendete und Piloten in der Zeit der Verhandlungen noch viele Monate auf Suizidziele warteten, die dann aber nicht mehr eintraten, wurde diesen Fliegern ihr Opfer erspart. In den japanischen Medien wurden die wahren Umstände, wie die Todesflieger zu ihrer Aufgabe kamen, nach dem Kriegsende lange verschwiegen.

### Reaktionen
Persönliche Ehrungen für Kamikaze-Flieger wurden grundsätzlich unterlassen. Lediglich allgemeingültige Kriegsdenkmäler für die „Tokkō-tai“ wurden aufgestellt. Erst in den letzten Jahren wird in Museen ausführlich über das Schicksal der Todesflieger aufgeklärt. In der westlichen Welt wurden speziell die Soldaten dieses Fliegertodestrupps lange irrtümlich als nationalistisch-fanatisierte Kriegsanhänger interpretiert, was sich aber mit steigender Zahl aufgearbeiteter Hintergrundinformationen und Interviews mit Zeitzeugen anders darstellt. Vielmehr kann man anhand der hinterlassenen Tagebücher und Abschiedsbriefe der Todesflieger die Ausweglosigkeit und die Verzweiflung derer feststellen, die sich der militärischen Macht und den Erwartungen von Ehre und Vermeidung von Schande für das Vaterland fügten. Die Kaiserlich Japanische Armee stand in dem Ruf, besonders brutal und grausam zu sein, nicht nur gegenüber Soldaten und Zivilisten des Feindes, sondern auch gegenüber dem eigenen Volk und den eigenen Soldaten. Die freie Entscheidung des Einzelnen war unwichtig und unter den Willen der Monarchie zu stellen. Von einer Beteiligung des Tennos Hirohito ist nichts bekannt. Als man ihm vom ersten derartigen Angriff berichtete, soll er den Erfolg begrüßt, das Schicksal des Piloten aber bedauert haben. Dabei hatte er keineswegs die Stellung eines Kaisers nach deutschem Verständnis. Der Tenno, als direkter Nachfahre der Sonnengöttin Amaterasu angesehen, war mehr spirituelles Oberhaupt Japans. Beteiligung an der Tagespolitik oder gar Befehle zu erteilen, lag weder in seiner Kompetenz, noch wurde solches erwartet. Die Macht lag ausschließlich bei der Militärregierung des Generals Tōjō.
Am 15. August 1945 bat der Schöpfer und Kommandeur der Tokkō-tai, Vizeadmiral Ōnishi Takijirō (大西 瀧次郎), die Familien der geopferten Piloten um Vergebung und tötete sich.

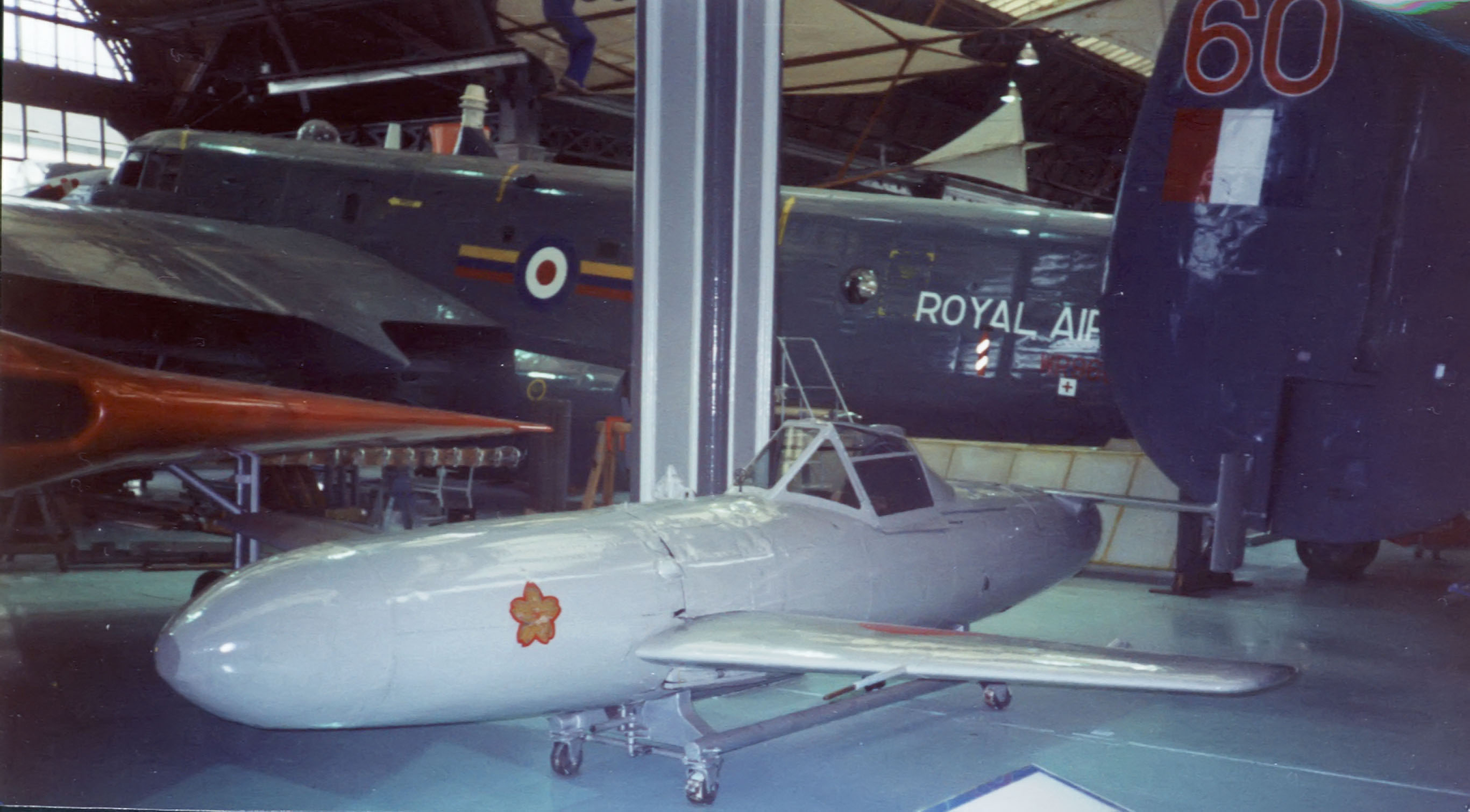
Eine Yokosuka MXY-7, ein Modell, das ausschließlich für Kamikaze-Einsätze gebaut wurde, ausgestellt im Museum of Science and Industry in Manchester, England.

## Taktik
Geflogen wurde meist im Verband. Ein „Kikusui“-Einsatz konnte teilweise mehrere hundert Flugzeuge umfassen. Von diesen fiel aber ein Teil der Fernsicherung durch amerikanische Jagdflugzeuge zum Opfer, ein weiterer Teil anschließend den Flugabwehrgeschützen des US-Verbands. Nur ein kleiner Teil hatte damit tatsächlich Gelegenheit, das Motto „Ein Flugzeug, ein Schiff“ in die Tat umzusetzen (wobei nicht außer Acht gelassen werden darf, dass vor allem in der Spätphase nur sehr unzureichend ausgebildete Piloten zum Einsatz kamen). Wurde ein Treffer erzielt, war es keineswegs die Bombe, die den meisten Schaden verursachte. Viel gefährlicher war der Brand des restlichen Flugzeugtreibstoffs, der sich im Falle von Flugzeugträgern im Hangardeck unterhalb des Flugdecks ausbreitete und die dort gelagerte Munition zur Explosion bringen konnte (so bei allen drei versenkten amerikanischen Geleitträgern). Als auf japanischer Seite Treibstoffmangel die Mannschaften dazu zwang, die Maschinen nur für den Hinflug aufzutanken, wurde unfreiwillig auch deren Trefferwirkung vermindert.
Auswahl der eingesetzten Flugzeugtypen:
- Yokosuka MXY-7 (speziell für Kamikaze-Einsätze entwickelt)
- Mitsubishi A6M
- Nakajima Ki-43
- Yokosuka D4Y

## Bemannte Torpedos
Neben Flugzeugen wurden durch die Japaner auch bemannte Torpedos (Kaiten) eingesetzt, bei welchen der Fahrer in einer primitiven Kabine saß und nur durch ein Sehrohr über Außensicht verfügte. Bereits in der Testphase kam einer der beiden Entwickler ums Leben: Ihm ging der Sauerstoff aus. Zuvor notierte er noch, wie solche Probleme zukünftig zu vermeiden wären. Die Wirkung der technisch unzuverlässigen Kaiten blieben weit hinter den Erwartungen zurück. Zur Versenkung des amerikanischen Flottentankers USS Mississinewa am 20. November 1944 mit 63 Toten trug entscheidend bei, dass die Restladung des getroffenen Schiffs unzureichend gesichert war. Der zweite Erfolg war die Versenkung des Geleitzerstörers USS Underhill am 24. Juli 1945 mit 112 Toten.
Die bemannten Torpedos sollten durch U-Boote möglichst nahe an gegnerische Schiffe gebracht werden. Sie wurden jedoch in vielen Fällen bereits auf dem Weg in das Zielgebiet durch die amerikanische U-Boot-Abwehr versenkt.

## Kamikaze-Taktik in anderen Ländern
Von sowjetischen Piloten wurde in der Anfangsphase des Deutsch-Sowjetischen Krieges gegen die deutsche Luftwaffe vereinzelt zur Taktik des Rammstoßes gegriffen. Dabei nahm der Pilot den Tod in Kauf. Allerdings geschahen diese Attacken aus freien Stücken und waren nicht von höherer Stelle angeordnet, wurden aber, wie beispielsweise in den Fällen der Piloten Wiktor Talalichin und Nikolai Gastello geschehen, dazu genutzt, den Widerstandswillen der Bevölkerung zu mobilisieren.
Auf deutscher Seite wurde gegen Kriegsende 1944 mit dem Selbstopferkommando Leonidas angeblich ein ähnliches Militärprojekt angedacht. Beim Sonderkommando Elbe sollten die Piloten mit Maschinen vom Typ Messerschmitt Bf 109 auf 11.000 m aufsteigen und dann hinabtauchen, um Ziele anzugreifen und mittels ihrer rotierenden Propeller zu zerstören bzw. beschädigen. In der NS-Propaganda wurde Anfang 1945 über die Kamikaze-Spezialangriffstruppe berichtet als „Sonderwaffe […], der durchaus die Möglichkeit eines kriegsentscheidenden Eingreifens zukommt“.

### Deutsch
- NDR 2000, 3-SAT, 20. Januar 2010, Kamikaze.
- Wilfried Eck: Eine Frage der Ehre, Kamikaze. Jet&Prop 3/2006.
- Klaus Scherer: Kamikaze. Iudicium 2001, ISBN 3-89129-728-9.
- Rikihei Inoguchi, Tadashi Nakajima: Der Tod fliegt mit uns : Japans Kamikaze-Piloten berichten. Edition Sven Bergh 1982, ISBN 3-430-14955-X.
- Bernard Millot: Kamikaze. Geist, Organisation und Einsatz der japanischen Todespiloten. Neff 1982, ISBN 3-7014-0042-3.
- Bohdan Arct: Kamikaze. Weymann Bauerverlag, Rostock 1998, ISBN 3-929395-38-X.

### Englisch – Japanisch
- M.G. Sheftall: Blossoms In The Wind. ISBN 0-451-21487-0.
- Albert Axell, Hideaki Kase: Kamikaze: Japan’s Suicide Gods. Longman 2002, ISBN 0-582-77232-X.
- Senri Nagasue: Shiragiku tokkōtai: kaerazaru wakawashitachi eno chinkonfu (Kamikaze by Siragiku). Kōjinsha, 2002, ISBN 4-7698-2363-0.
- Rikihei Inoguchi, Tadashi Nakajima, Roger Pineau: The Divine Wind: Japan’s Kamikaze Force in World War II. Naval Institute Press, 1994, ISBN 1-55750-394-X.
- Hatsuho Naito, Mayumi Ichikawa: Thunder Gods: The Kamikaze Pilots Tell Their Story. Kodansha America, 1989, ISBN 0-87011-909-5.
- Ohnuki-Tierney Emiko: Kamikaze Diaries. University of Chicago Press., 2006, ISBN 0-226-61951-6.
- M.G. Sheftall: Blossoms in The Wind. 2005, ISBN 0-451-21487-0.
- Yuki Tanaka: Japan’s Kamikaze Pilots and Contemporary Suicide Bombers: War and Terror. In: The Asia-Pacific Journal, Volume 3, 7, 2005.
- Edwin Hoyt: Last Kamikaze: The Story of Admiral Matome Ugaki. 1993.

## DVD
- Kamikaze: War in the Pacific. Red Distribution, 2004.
- Kamikaze in Color. Goldhil Home Media I, 2002.